# Cheng Yulong
Cheng Yulong (chiń. 成昱龙; ur. 1 lutego 1997) – chiński lekkoatleta specjalizujący się w rzucie dyskiem oraz pchnięciu kulą. 
W 2013 podczas mistrzostw świata juniorów młodszych w Doniecku zdobył brązowy medal w rzucie dyskiem oraz nie awansował do finału pchnięcia kulą. Mistrz igrzysk olimpijskich młodzieży w rzucie dyskiem z Nankin (2014).

## Osiągnięcia
| Rok  | Impreza                               | Miejsce | Konkurencja    | Pozycja           | Wynik |
| ---- | ------------------------------------- | ------- | -------------- | ----------------- | ----- |
| 2013 | Mistrzostwa świata juniorów młodszych | Donieck | pchnięcie kulą | el. – 17. miejsce | 16,58 |
| 2013 | Mistrzostwa świata juniorów młodszych | Donieck | rzut dyskiem   | 3. miejsce        | 62,80 |
| 2014 | Igrzyska olimpijskie młodzieży        | Nankin  | rzut dyskiem   | 1. miejsce        | 64,14 |